# 1978 (Robert Haimer)
1978 è un album del cantante statunitense Robert Haimer contenente canzoni scritte nel 1978 ma che non ha potuto pubblicare a causa del suo lavoro con i Barnes & Barnes. L'album fu pubblicato da lui stesso su eBay nel maggio 2004.

## Tracce
1. Yours of the Talking – 4:13
2. You're Ok – 3:30
3. Demons In Your Eyes – 4:57
4. Nobody Wants Your Love – 4:38
5. If You Want Her Love – 2:26
6. Blow Everybody Down – 6:26
7. I'll Never Let You Down – 5:32
8. Ode to Alan – 6:23
9. How Do You Do – 3:29
10. A Different Song – 4:09